# Parc Nacional de Monfragüe
El Parc Nacional de Monfragüe és un dels 14 parcs nacionals que existeixen a Espanya. Es troba a la província de Càceres, i és el primer parc nacional d'Extremadura.
El seu caràcter de parc nacional data del 3 de març de 2007, després de l'aprovació, el 21 de febrer, de la «Ley 1/2007» que li atorga aquest estatus per part del Senat d'Espanya, l'últim tràmit parlamentari i la seva publicació al Butlletí Oficial de l'Estat va ser el tres de març de 2007.

## Localització
Monfragüe està situat al sud-oest de la península Ibèrica, i pertany en tota la seva totalitat a la província de Càceres. La seva superfície s'estén pels municipis de Casas de Miravete, Jaraicejo, Malpartida de Plasencia, Serradilla, Serrejón, Toril i Torrejón el Rubio a la província de Càceres.

## Passos previs a la declaració
- 4 d'abril de 1979: declarat espai natural d'Extremadura (màxima figura de protecció medi ambiental a nivell autonòmic).
- 1988: declarada Zona d'especial protecció per a les aus (ZEPA).
- Juliol de 2003: Reserva de la Biosfera reconeguda per la UNESCO.
- Gener de 2006: proposta de declaració de Monfragüe com Parque Nacional va ser enviada per la Junta d'Extremadura al Govern d'Espanya.
- Maig de 2006: el Consell de Ministres, a proposta del Ministeri de Medi Ambient d'Espanya, va enviar la proposta a les Corts Generals on se li va donar el vistiplau.
- Desembre de 2006: comencen els tràmits parlamentaris.
- Febrer de 2007: el Senat d'Espanya va aprovar la llei que l'integra a la xarxa de parcs nacionals d'Espanya.
- Març de 2007: el BOE publica la llei de declaració del parc nacional de Monfragüe, per la qual cosa, a tots els efectes jurídics, Monfragüe és, oficialment, Parc Nacional.

## Característiques
El nom prové del nom donat pels romans com mons fragorum (muntanya densa).
Predominen tres hàbitats principals: el bosc mediterrani i bosc mediterrani de matoll, les deveses, els rocams i les masses d'aigua (rius i pantans).
- Fauna (espècies més importants):

- Aus: voltor negre (Aegypius monachus) –amb 286 parelles–, àguila imperial (Aquila adalberti) –amb 12 parelles–, cigonya negra (Ciconia nigra) –amb 30 parelles–, voltor (Gyps fulvus) –amb 500-600 parelles–, duc (Bubo bubo), àguila imperial ibèrica (Aquila adalberti), àguila reial (Aquila chrysaetos) –amb 6 parelles–, àguila perdiuera (Hieraaetus fasciatus) –amb 7 parelles–, aufrany (Neophron percnopterus) –amb 35 parelles–.

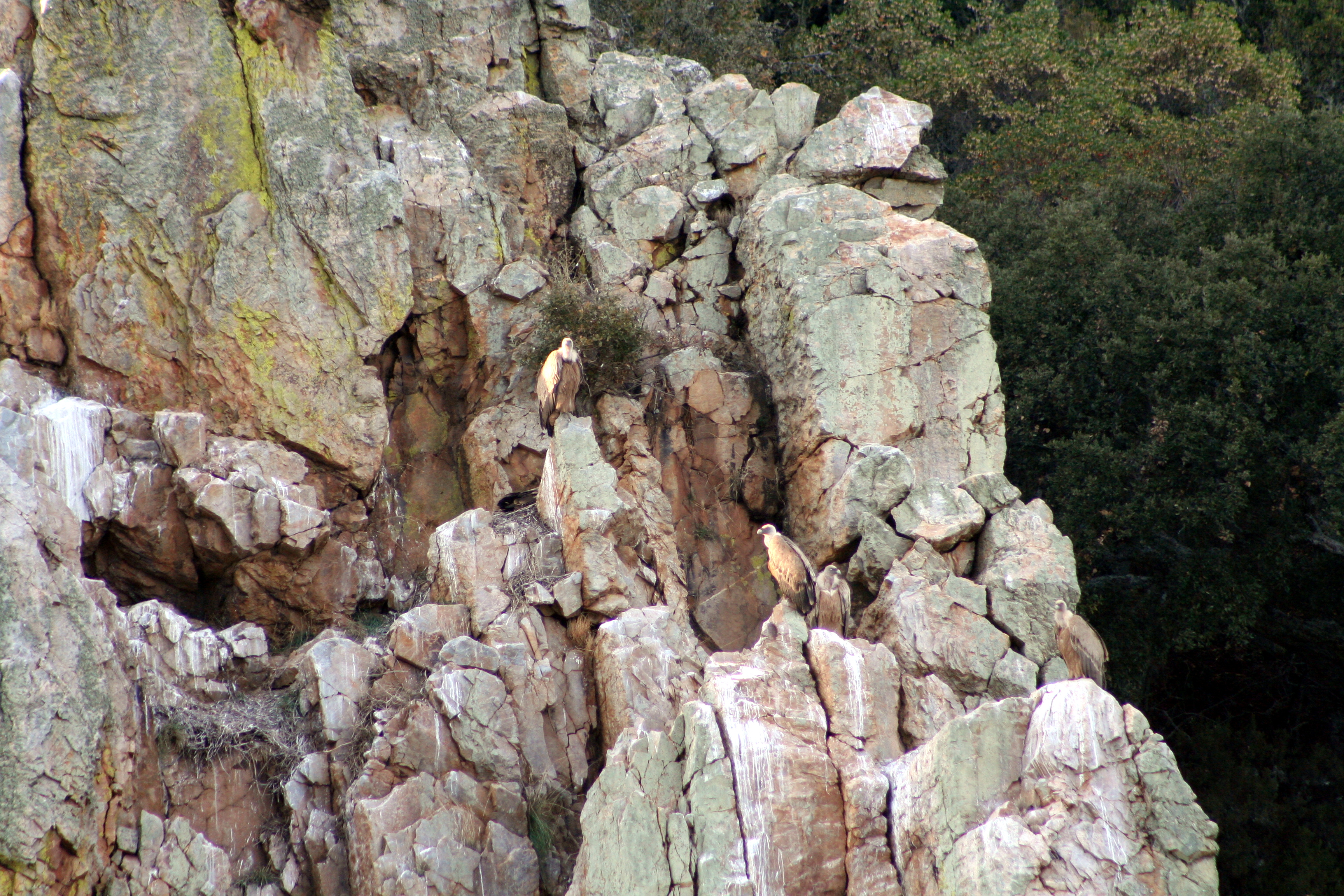
Voltors (Gyps fulvus) en els rocams de Monfragüe.

- Mamífers: Linx ibèric (Lynx pardinus) –possiblement extingit–, llúdria (Lutra lutra), mangosta (Herpestes ichneumon), cérvol (Cervus elaphus).

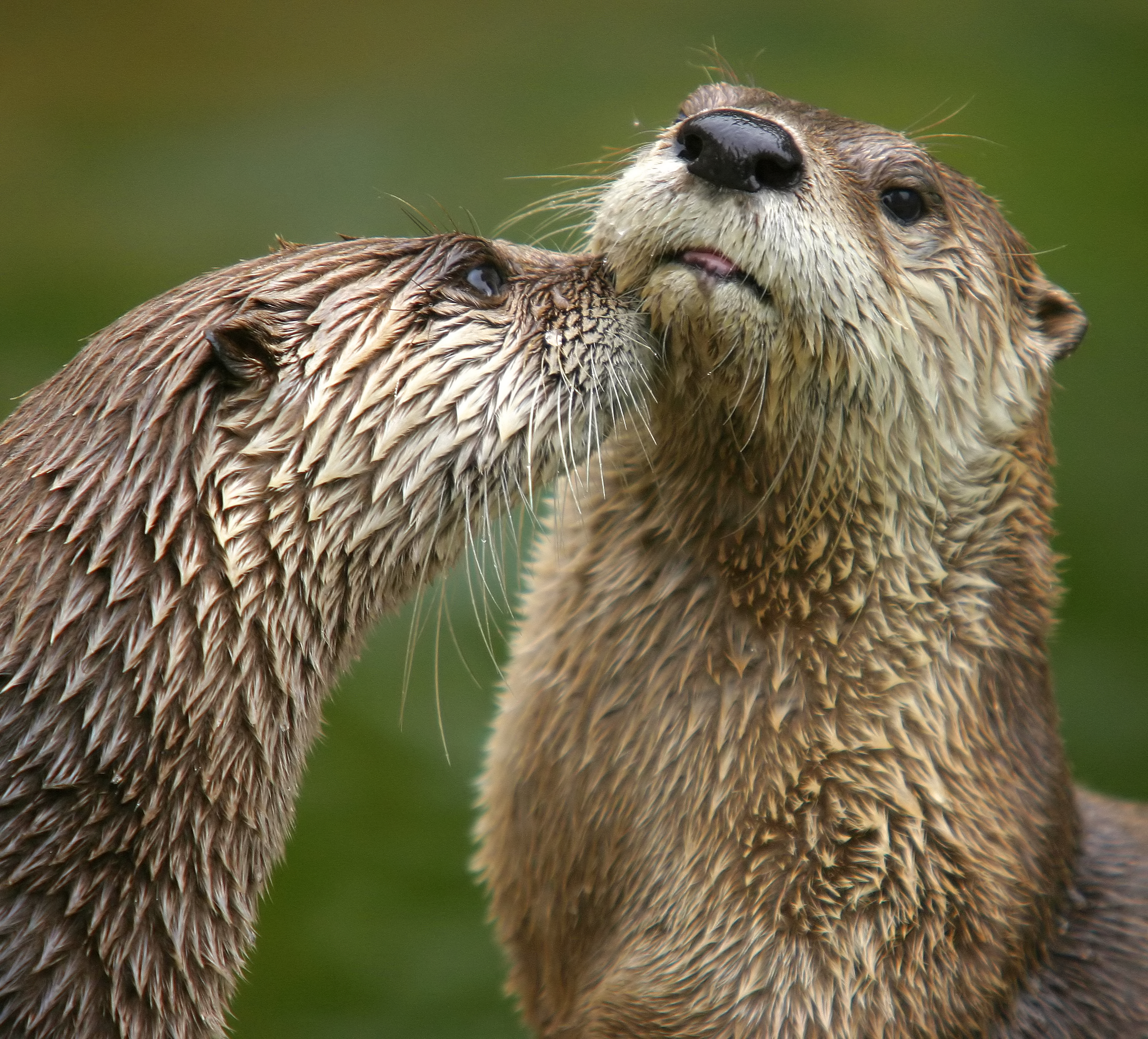
Llúdria
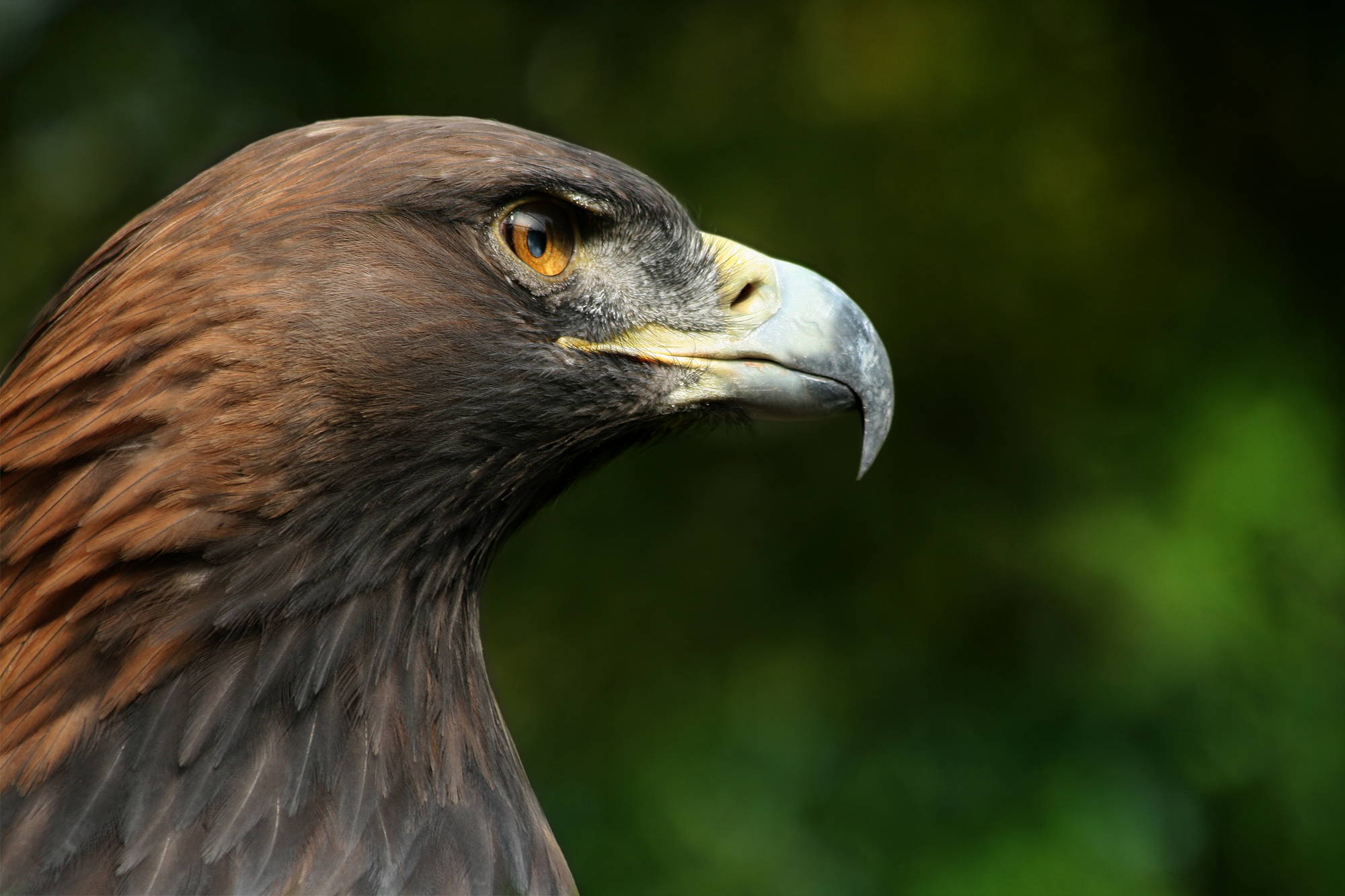
Àguila reial

- Flora (espècies més importants):

- deveses amb alzines (Quercus rotundifolia), alzines sureres (Quercus suber) i galers (Quercus faginea subsp broteroi); 
- matollars amb estepes (Cistus ladanifer, Cistus salviifolius...), brucs (Erica sp.) i arbocers (Arbutus unedo);
- zones rocoses amb càdecs (Juniperus oxycedrus) i trementines (Pistacia terebinthus);
- zones de ribera amb verns (Alnus glutinosa) i lledoners (Celtis australis);
- zones més tèrmiques amb olivera (Olea europaea var. silvestris).

- Qualitat del Cel:

- Actualment, opta al segell de qualitat del cel de la Iniciativa Starlight, que l'avaluaria com el sisè lloc del món amb millor qualitat per l'observació del cel nocturn.

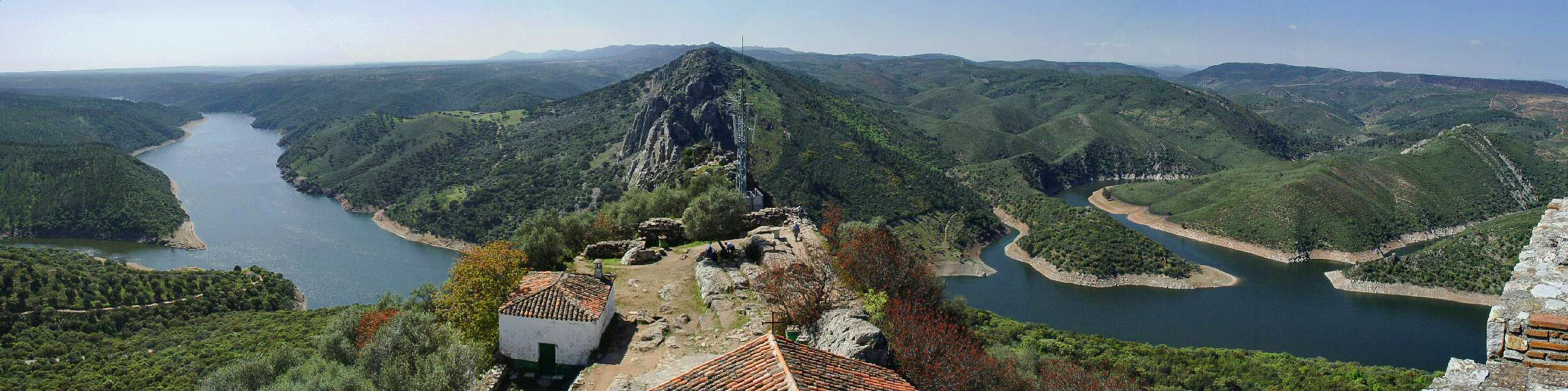
Parc Nacional de Monfragüe d'Extremadura. Vista des del Castell.